# Anthem Records
Anthem Records je kanadské hudební vydavatelství, založemé v roce 1977. Vydavatelství založili Ray Danniels a Vic Wilson, prvními nahrávajícími umělci byli Rush, Max Webster, Liverpool a A Foot in Coldwater. Tři členové skupiny Rush, Geddy Lee, Neil Peart a Alex Lifeson se stali náměstky ředitele společnosti Anthem.

Předchůdcem značky bylo vydavatelství Moon Records. Vydavatelství Anthem bylo vytvořeno proto, aby Rush měli větší kontrolu své činnosti v Kanadě (jejich mezinárodní spoluráce s Mercury Records původně zahrnovala i Kanadu) a ostatní kanadské skupiny měly svůj domov, protože nemohly dosáhnout na smlouvy s většími vydavatelstvími v Torontu nebo Montrealu.
Sesterskou společností Anthem Records je SRO Management, též provozovaná Dannielsem a Wilsonem.